# میشل سوفر
فرناند برکلیرز (انگلیسی: Fernand Berckelaers)؛ (زاده ۱۰ مارس ۱۹۰۱، در برگرهوت - ۱۲ فوریه ۱۹۹۹، در پاریس)، با نام مستعار میشل سوفر (انگلیسی: Michel Seuphor)، یک نقاش بلژیکی بود که در فرانسه می‌زیست. او علاوه بر نقاشی، شاعر، عکاس، طراح و نویسنده نیز بود.
سوفر در سال ۱۹۲۱ یک مجله ادبی به نام هت اورشیخت (Het Overzicht) را در آنتورپ تأسیس کرد. او در محافل آوانگارد هلندی، بلژیکی و فرانسوی فعال بود. او در مقاطع مختلف با تئو وان دوسبرگ و پیت موندریان ارتباط داشت و تحت تأثیر آثار نمادین نئوپلاستیکیست آن‌ها قرار گرفت. سوفر همراه با خواکین تورس-گارسیا و پیر دائورا، گروه هنرمندان انتزاعی سرکل ات کاره (Cercle et Carré) که شامل واسیلی کاندینسکی و لوکوربوزیه بود، را تأسیس کرد.
در سال ۱۹۳۴، سوفر پس از ازدواج به اندیوز در جنوب فرانسه نقل مکان کرد.
سوفر سه کتاب نوشت و ویرایش کرد. فرهنگ لغت نقاشی انتزاعی (شرکت انتشارات تودور، ۱۹۵۸)، نقاشی انتزاعی: ۵۰ سال موفقیت (نسخه لورل، ۱۹۶۴) و «مجسمه این قرن» (شرکت جورج برزیللر، نیویورک، ۱۹۶۰). این مجلدات که اکنون نایابند، جزو ارزشمندترین اسناد نقاشی و مجسمه‌سازی انتزاعی در قرن بیستم بشمار می‌روند. کتاب‌های او دارای تصاویر رنگی متعددی هستند که مسیرهای مختلفی را که نقاشی انتزاعی طی کرد، به ویژه پس از جنگ جهانی دوم، مستند می‌کند. کتاب مجسمه دارای عکس‌های سیاه و سفید است که مجسمه‌های فیگوراتیو و انتزاعی را از اوایل قرن بیستم تا سال ۱۹۵۹ دنبال می‌کند. همچنین شامل یک بیوگرافی کوتاه در مورد هر مجسمه‌سازی است که در متن ذکر شده‌است.
سوفر همچنین با انتشارات تودور در نگارش دیکشنری نقاشی مدرن، که تمام مکاتب مختلف نقاشی در قرن بیستم، از جمله نقاشی انتزاعی و رئالیستی را مستند می‌کند، همکاری کرد.
او همچنین مجموعه‌ای از هنرهای معاصر داشت شامل آثاری از مارسل کان، آدام یانکوفسکی، ژان پیوبر، ژان گورین، ژان میوت، اورلی نمور و ویکتور وازارلی.